# Al Ain
Al Ain (arapski العين, al-ʿayn), poznat i kao Vrtni grad zbog svog zelenila, drugi je po veličini grad u Emiratu Abu Dhabiju i četvrti u Ujedinjenim Arapskim Emiratima. Grad se nalazi oko 160 kilometara istočno od Abu Dhabija i 120 kilometara južno od Dubaija, u blizini granice s Omanom. Grad ima 374.000 stanovnika (2009.).

## Znamenitosti
Kulturna mjesta Al Aina (Hafit, Hili, Bidaa Bint Saud i oaze) su upisani na UNESCO-ov popis mjesta svjetske baštine u Aziji i Oceaniji 2011. godine kao prva svjetska baština u UAE. Oni čine seriju lokaliteta koji svjedoče o trajnom obitovanju ljudi u pustinjskom području od neolita s više slojeva prapovijesnih kultura. Možda najznamenitije su kružne kamene grobnice (iz oko 2500. pr. Kr.), te bunari, palače i upravne zgrade. Nadalje, ovi lokaliteti predstavljaju razdoblje ljudskog društva tijekom prelaska s lovačko-skupljačke kulture u sjedilačku kulturu.
U Hiliju se nalaze jedni od najstarijih primjera kompleksnog sustava navodnjavanja, afladž, koji datira u brončano doba. Najveća kružna kamena grobnica ima toranj promjera 12 m i pripada kulturi brončanog doba Umm an-Nar (2600. – 2000. pr. Kr.) koja se rasprostirala u danjašnjim UAE i Omanu.
Al Ain oaza je najveća u Al Ainu i u njoj se nalaze muzeji Državni muzej Al Ain i Muzej palače Aldžahili, a najpoznatija je po faladžu kojim se navodnjavaju veliki nasadi palmi i obližnje farme. Južno od njega nalazi se Sportski klub Al Ain, a jugozapadno Bolnica oaze. Nogometni klub Al Ain jedan je od najjačih azijskih nogometnih klubova.
- Panorama Al Aina
- Kružna kamena grobnica
- Utvrda Aldžahili
- Faladž Al Ain oaze
- Zeleni Mubazzarah

## Promet
Autoput koji povezuje gradove Al Ain, Abu Dhabi i Dubai čini skoro pravilan trokut sa stranicama dugim oko 130 km. 
- Zračna luka Al Ain